# End-of-year Internationals 2021
Die End-of-year Internationals 2021 (auch als Autumn Internationals 2021 bezeichnet) waren eine vom 2. Oktober bis zum 27. November 2021 stattfindende Serie von internationalen Rugby-Union-Spielen zwischen Mannschaften der ersten, zweiten und dritten Stärkeklasse. Die Ergebnisse wirkten sich auf die World-Rugby-Weltrangliste aus. Wie im Vorjahr konnten wegen der anhaltenden COVID-19-Pandemie nicht alle geplanten Spiele durchgeführt werden.

## Ergebnisse

### Wochen 1 bis 3
| 2. Oktober 2021 15:30 JST | Tschechien                                                                            | 17 : 49        | Deutschland | RK Petrovice, Prag |
| 2. Oktober 2021 15:30 JST | Versuche: Dřímal 50. n.erh. Adámek 58. n.erh. Kohout 72. erh. Erhöhungen: Čížek (1/3) | (0:23) Bericht | Versuche: Klewinghaus 4. n.erh. Renc 10. erh. Biskupek 28. n.erh. Lehmann 53. erh. Windemuth 64. erh. Strafversuch 70. Blume 78. n.erh. Erhöhungen: Klewinghaus (3/6) Straftritte: Klewinghaus (2/2) 34. 40. | RK Petrovice, Prag |

| 23. Oktober 2021 15:30 JST | Japan | 23 : 32         | Australien | Showa Denko Dome, Ōita Schiedsrichter: Paul Williamson (Neuseeland) |
| 23. Oktober 2021 15:30 JST | Versuche: Lemeki 26. erh. Nakamura 56. erh. Erhöhungen: Matsuda (1/1) Tamura (1/1) Straftritte: Matsuda (2/2) 16., 33. Tamura (1/1) 74. | (13:17) Bericht | Versuche: Wright 7. erh. Petaia 22. erh. Tupou 43. n.erh. Leota 52. n.erh. McInerney 79. n.erh. Erhöhungen: Cooper (2/4) Straftritte: Cooper (1/2) 41. | Showa Denko Dome, Ōita Schiedsrichter: Paul Williamson (Neuseeland) |

| 23. Oktober 2021 13:45 EDT | Vereinigte Staaten                                                    | 14 : 104       | Neuseeland | FedExField, Landover Zuschauer: 39.720 |
| 23. Oktober 2021 13:45 EDT | Versuche: Augspurger 40. erh. Matyas 53. erh. Erhöhungen: Carty (2/2) | (7:59) Bericht | Versuche: Jacobson (2) 1. erh., 21. erh. de Groot 6. erh. Jordan (3) 10. n.erh., 30. n.erh., 70. erh. McKenzie 13. erh. Moʻunga 25. erh. Ta’avao (2) 34. erh., 41. erh. Tupaea 37. erh. Papalii 48. erh. Lienert-Brown 55. n.erh. B. Barrett 67. erh. Coles 79. n.erh. Perenara 80.+2 erh. Erhöhungen: Moʻunga (9/12) McKenzie (3/4) | FedExField, Landover Zuschauer: 39.720 |

| 30. Oktober 2021 14:30 WESZ | Schottland | 60 : 14        | Tonga                                                               | Murrayfield Stadium, Edinburgh Zuschauer: 32.371 Schiedsrichter: Nic Berry (Australien) |
| 30. Oktober 2021 14:30 WESZ | Versuche: McLean (2) 7. erh., 15. erh. Steyn (4) 22. n.erh., 32. n.erh., 39. n.erh., 80.+1 erh. Schoeman 29. erh. Turner 50. n.erh. Haining 71. n.erh. Kebble 76. erh. Erhöhungen: Kinghorn (3/7) Thompson (2/3) | (36:9) bericht | Versuche: Lolohea 59. n.erh. Straftritte: Faiva (3/3) 13., 20., 23. | Murrayfield Stadium, Edinburgh Zuschauer: 32.371 Schiedsrichter: Nic Berry (Australien) |

| 30. Oktober 2021 16:45 MEZ | Spanien                                                      | 11 : 13       | Italien A                                                                          | Estadio Nacional Complutense, Madrid Zuschauer: 4.000 Schiedsrichter: Frank Murphy (Irland) |
| 30. Oktober 2021 16:45 MEZ | Versuche: Bell 47. n.erh. Straftritte: Güemes (2/2) 12., 71. | (3:0) Bericht | Versuche: Marin 61. erh. Erhöhungen: Marin (1/1) Straftritte: Marin (2/2) 52., 64. | Estadio Nacional Complutense, Madrid Zuschauer: 4.000 Schiedsrichter: Frank Murphy (Irland) |

| 30. Oktober 2021 17:15 WESZ | Wales | 16 : 54        | Neuseeland | Millennium Stadium, Cardiff Zuschauer: 74.500 Schiedsrichter: Mathieu Raynal (Frankreich) |
| 30. Oktober 2021 17:15 WESZ | Versuche: Williams 61. erh. Erhöhungen: Priestland (1/1) Straftritte: Anscombe (2/2) 6., 40.+3 Priestland (1/1) 52. | (0:18) Bericht | Versuche: B. Barrett (2) 4. erh., 79. n.erh. Perenara 34. n.erh. Jordan 54. erh. Papalii 64. erh. Reece 66. erh. Lienert-Brown 71. erh. Erhöhungen: J. Barrett (5/7) Straftritte: J. Barrett (3/4) 18., 26., 46. | Millennium Stadium, Cardiff Zuschauer: 74.500 Schiedsrichter: Mathieu Raynal (Frankreich) |

- Alun Wyn Jones bestritt sein 149. Test Match für Wales und übertraf damit den bisherigen Weltrekord von Richie McCaw.[1]

| 30. Oktober 2021 17:00 PDT | Vereinigte Staaten | abgesagt | Irland | Allegiant Stadium, Paradise |
| 30. Oktober 2021 17:00 PDT |                    |          |        | Allegiant Stadium, Paradise |

### Woche 4
| 6. November 2021 13:00 SAST | Currie Cup Select XV | 85 : 17 | Kenia                                                       | Loftus Versfeld Stadium, Pretoria Zuschauer: 2.000 Schiedsrichter: Cwengile Jadezweni (Südafrika) |
| 6. November 2021 13:00 SAST | Versuche: Smit Hugo (2) Erasmus Botha Johannes (2) Coetzee Gans Maqondwana (2) Xaba Theunissen Erhöhungen: Thomson (5) Whitehead (5) | Bericht | Versuche: Kubu Tanga Erhöhungen: Kubu (2) Straftritte: Kubu | Loftus Versfeld Stadium, Pretoria Zuschauer: 2.000 Schiedsrichter: Cwengile Jadezweni (Südafrika) |

| 6. November 2021 13:00 WEZ | Irland | 60 : 5         | Japan                       | Aviva Stadium, Dublin Zuschauer: 40.000 Schiedsrichter: Nika Amaschukeli (Georgien) |
| 6. November 2021 13:00 WEZ | Versuche: Lowe 3. erh. Conway (3) 10. erh., 18. n.erh., 73. n.erh. Gibson-Park 33. erh. Sexton 47. erh. Aki 54. n.erh. Ringrose 69. erh. Healy 80. erh. Erhöhungen: Sexton (4/6) Carbery (2/3) Straftritte: Sexton (1/1) 23. | (29:0) Bericht | Versuche: Fifita 56. n.erh. | Aviva Stadium, Dublin Zuschauer: 40.000 Schiedsrichter: Nika Amaschukeli (Georgien) |

- Jonathan Sexton spielte zum 100. Mal in einem Test Match für Irland.

| 6. November 2021 14:00 MEZ | Italien                                  | 9 : 47         | Neuseeland | Stadio Olimpico, Rom Zuschauer: 28.956 Schiedsrichter: Karl Dickson (England) |
| 6. November 2021 14:00 MEZ | Straftritte: Garbisi (3/3) 37., 40., 57. | (6:21) Bericht | Versuche: Christie 28. erh. Coles (2) 31. erh., 39. erh. Reece 63. erh. Aumua (2) 69. erh., 76. n.erh. Sotutu 71. erh. Erhöhungen: Moʻunga (6/7) | Stadio Olimpico, Rom Zuschauer: 28.956 Schiedsrichter: Karl Dickson (England) |

| 6. November 2021 15:00 WEZ | Portugal | 20 : 17        | Kanada                                                                             | Estádio Nacional, Lissabon Zuschauer: 0 Schiedsrichter: Frank Murphy (Irland) |
| 6. November 2021 15:00 WEZ | Versuche: Appleton 4. erh. Storti 52. n.erh. Pinto 78. n.erh. Erhöhungen: Guedes (1/2) Straftritte: Guedes (1/1) 39. | (10:5) Bericht | Versuche: Keith 22. n.erh. Thomas (2) 65. n.erh., 71. erh. Erhöhungen: Povey (1/3) | Estádio Nacional, Lissabon Zuschauer: 0 Schiedsrichter: Frank Murphy (Irland) |

Dies war Portugals erster Sieg über Kanada.
| 6. November 2021 16:00 MEZ | Spanien                                                                           | 13 : 43         | Fidschi | Estadio Nacional Complutense, Madrid Zuschauer: 6.000 Schiedsrichter: Jaco Peyper (Südafrika) |
| 6. November 2021 16:00 MEZ | Versuche: Mora 3. erh. Erhöhungen: Güemes (1/1) Straftritte: Güemes (2/3) 9., 34. | (13:12) Bericht | Versuche: Kunavula 12. n. erh. Tuicuvu 25. erh. Nayacalevu 43. erh. Ravai 47. erh. Tuimaba 57. n.erh. Matavesi 65. erh. Tuisova 74. n.erh. Erhöhungen: Volavola (4/7) | Estadio Nacional Complutense, Madrid Zuschauer: 6.000 Schiedsrichter: Jaco Peyper (Südafrika) |

| 6. November 2021 15:15 MEZ | England | 69 : 3         | Tonga                          | Twickenham Stadium, London Zuschauer: 81.022 Schiedsrichter: Craig Evans (Wales) |
| 6. November 2021 15:15 MEZ | Versuche: Radwan 2. n.erh. George (2) 12. n.erh., 69. erh. May (2) 28. erh., 59. erh. Itoje 32. erh. Youngs (2) 40. n.erh., 50. n.erh. Smith 72. erh. Blamire 77. erh. Mitchell 79. erh. Erhöhungen: Slade (2/6) Smith (5/5) | (29:3) Bericht | Straftritte: Takulua (1/2) 18. | Twickenham Stadium, London Zuschauer: 81.022 Schiedsrichter: Craig Evans (Wales) |

| 6. November 2021 17:30 WEZ | Wales                                                 | 18 : 23        | Südafrika                                                                                                  | Millennium Stadium, Cardiff Schiedsrichter: Paul Williams (Neuseeland) |
| 6. November 2021 17:30 WEZ | Straftritte: Biggar (6/6) 9., 13., 26., 31., 50., 64. | (12:9) Bericht | Versuche: Marx 72. n.erh. Straftritte: Pollard (4/4) 11., 17., 40., 59. Steyn (1/1) 54. Jantjies (1/1) 80. | Millennium Stadium, Cardiff Schiedsrichter: Paul Williams (Neuseeland) |

| 6. November 2021 21:00 MEZ | Frankreich | 29 : 20       | Argentinien | Stade de France, Saint-Denis Zuschauer: 55.000 Schiedsrichter: Ben O’Keeffe (Neuseeland) |
| 6. November 2021 21:00 MEZ | Versuche: Flament 50. erh. Mauvaka 71. erh. Erhöhungen: Jaminet (2/2) Straftritte: Jaminet (5/6) 3., 19., 35., 65., 80. | (9:7) Bericht | Versuche: Cubelli 22. erh. Carreras 78. erh. Erhöhungen: Boffelli (1/1) Sánchez (1/1) Straftritte: Boffelli (2/2) 48., 60. | Stade de France, Saint-Denis Zuschauer: 55.000 Schiedsrichter: Ben O’Keeffe (Neuseeland) |

| 6. November 2021 | Georgien | abgesagt | Samoa | Tiflis |
| 6. November 2021 |          |          |       | Tiflis |

| 7. November 2021 14:00 OEZ | Rumänien | 29 : 14         | Uruguay                                                           | Payanini Center, Verona Zuschauer: 150 Schiedsrichter: Angus Gardner (Australien) |
| 7. November 2021 14:00 OEZ | Versuche: Roșu 1. erh. Vaovasa 44. erh. Erhöhungen: Melinte (2/2) Straftritte: Melinte (5/7) 9., 23., 50., 58., 66. | (13:14) Bericht | Versuche: Silva 15. n.erh. Straftritte: Favaro (3/3) 4., 30., 37. | Payanini Center, Verona Zuschauer: 150 Schiedsrichter: Angus Gardner (Australien) |

| 7. November 2021 14:15 WEZ | Schottland                                                                                           | 15 : 13       | Australien                                                                                   | Murrayfield Stadium, Edinburgh Zuschauer: 67.144 Schiedsrichter: Romain Poite (Frankreich) |
| 7. November 2021 14:15 WEZ | Versuche: Watson 22. erh. Ashman 59. n.erh. Erhöhungen: Russell (1/2) Straftritte: Russell (1/1) 69. | (7:3) Bericht | Versuche: Leota 44. erh. Erhöhungen: O’Connor (1/1) 46. Straftritte: O’Connor (2/2) 40., 65. | Murrayfield Stadium, Edinburgh Zuschauer: 67.144 Schiedsrichter: Romain Poite (Frankreich) |

- Schottland eroberte sich den Hopetoun Cup zurück.

### Woche 5
| 13. November 2021 14:00 MEZ | Italien                                                                                        | 16 : 37        | Argentinien | Stadio Comunale di Monigo, Treviso Zuschauer: 3.750 Schiedsrichter: James Doleman (Neuseeland) |
| 13. November 2021 14:00 MEZ | Versuche: Varney 47. erh. Erhöhungen: Garbisi (1/1) Straftritte: Garbisi (3/3) 32., 40.+2, 51. | (6:17) Bericht | Versuche: Kremer 9. erh. González 28. erh. Moroni 42. erh. Cordero 55. n.erh. Bosch 76. n.erh. Erhöhungen: Boffelli (3/4) Straftritte: Boffelli (1/2) 15. Sánchez (1/1) 64. | Stadio Comunale di Monigo, Treviso Zuschauer: 3.750 Schiedsrichter: James Doleman (Neuseeland) |

| 13. November 2021 13:00 WEZ | Schottland                                                                                       | 15 : 30        | Südafrika | Murrayfield Stadium, Edinburgh Zuschauer: 67.144 Schiedsrichter: Angus Gardner (Australien) |
| 13. November 2021 13:00 WEZ | Versuche: Hogg (2) 34. erh., 57. n.erh. Erhöhungen: Russell (1/2) Straftritte: Russell (1/3) 16. | (10:8) Bericht | Versuche: Mapimpi (2) 28. n.erh., 42. erh. Erhöhungen: Jantjies (1/2) Straftritte: Jantjies (3/3) 23., 50., 55 Pollard (2/3) 68., 77. Steyn (1/1) 70. | Murrayfield Stadium, Edinburgh Zuschauer: 67.144 Schiedsrichter: Angus Gardner (Australien) |

- Jesse Kriel und Franco Mostert traten beide zum 50. Mal in einem Test Match für Südafrika an.

| 13. November 2021 15:00 MEZ | Belgien | 0 : 24       | Kanada | Complexe sportif Nelson Mandela, Brüssel Zuschauer: 200 Schiedsrichter: Andrea Piardi (Federazione Italiana Rugby) |
| 13. November 2021 15:00 MEZ |         | (10) Bericht | Versuche: Thomas 3. erh. Braude 76. n.erh. Erhöhungen: Povey (1/1) Straftritte: Povey (1/3) 13. Jones (3/3) 56., 63., 65. | Complexe sportif Nelson Mandela, Brüssel Zuschauer: 200 Schiedsrichter: Andrea Piardi (Federazione Italiana Rugby) |

| 13. November 2021 16:00 MEZ | Barbarians français | 42 : 17         | Tonga                                                                                         | Stade de Gerland, Lyon Schiedsrichter: Nika Amaschukeli (Georgen) |
| 13. November 2021 16:00 MEZ | Versuche: Tekori 9. erh. Lambey 23. erh. Acebes 40. erh. Ravouvou (2) 45. erh., 57. erh. Hirigoyen 53. erh. Erhöhungen: Belleau (6/6) | (21:10) Bericht | Versuche: Vaea 31. erh. Hingano 69. erh. Erhöhungen: Faiva (2/2) Straftritte: Faiva (1/1) 22. | Stade de Gerland, Lyon Schiedsrichter: Nika Amaschukeli (Georgen) |

| 13. November 2021 15:15 WEZ | Irland | 29 : 20        | Neuseeland | Aviva Stadium, Dublin Zuschauer: 51.000 Schiedsrichter: Luke Pearce (England) |
| 13. November 2021 15:15 WEZ | Versuche: Lowe 14. n.erh. Kelleher 43. n.erh. Doris 50. erh. Erhöhungen: Sexton (1/3) Straftritte: Sexton (1/1) 55. Carbery (3/3) 64., 73., 79. | (5:10) Bericht | Versuche: Taylor 31. erh. Jordan 61. erh. Erhöhungen: J. Barrett (2/2) Straftritte: J. Barrett (2/2) 18., 69. | Aviva Stadium, Dublin Zuschauer: 51.000 Schiedsrichter: Luke Pearce (England) |

| 13. November 2021 14:00 WEZ | Portugal | 25 : 38        | Japan | Estádio Cidade de Coimbra, Coimbra Zuschauer: 14.000 Schiedsrichter: Andrew Brace (Irland) |
| 13. November 2021 14:00 WEZ | Versuche: Lima 23. n.erh. Tadjer 45. erh. Granate 60. erh. Erhöhungen: Marquès (2/3) Straftritte: Marquès (2/2) 17., 38. | (8:21) Bericht | Versuche: Fifita 4. n.erh. Nakano 40. erh. Himeno 53. erh. Yamanaka 80. erh. Erhöhungen: Matsuda (3/4) Straftritte: Matsuda (4/4) 27., 32., 36., 63. | Estádio Cidade de Coimbra, Coimbra Zuschauer: 14.000 Schiedsrichter: Andrew Brace (Irland) |

- Dies war das erste Spiel zwischen diesen beiden Mannschaften.

| 13. November 2021 17:30 MEZ | England | 32 : 15        | Australien                                     | Twickenham Stadium, London Zuschauer: 82.575 Schiedsrichter: Jaco Peyper (Südafrika) |
| 13. November 2021 17:30 MEZ | Versuche: Steward 6. erh. Blamire 80. erh. Erhöhungen: Farrell (1/1) Smith (1/1) Straftritte: Farrell (5/6) 12., 17., 30., 48., 64. Smith (1/1) 72. | (16:9) Bericht | Straftritte: O’Connor (4/4) 14., 20., 39., 42. | Twickenham Stadium, London Zuschauer: 82.575 Schiedsrichter: Jaco Peyper (Südafrika) |

- Maro Itoje spielte zum 50. Mal und Owen Farrell zum 100. Mal in einem Test Match für England.
- England verteidigte den Cook Cup.

| 14. November 2021 14:00 MEZ | Brasilien | 22 : 24        | Simbabwe | Markötter Stadium, Stellenbosch Schiedsrichter: Nicardo Pienaar (Namibia) |
| 14. November 2021 14:00 MEZ | Versuche: Henrique 48. erh. de Souza 74. n.erh. Rocha 80. erh. Erhöhungen: Tranquez (2/3) Straftritte: Tranquez (1/1) 65. | (0:17) Bericht | Versuche: Mudzekenyedzi 16. erh. Tsomondo 23. erh. Chiwambutsa 66. erh. Erhöhungen: White-Sharpley (3/3) Straftritte: White-Sharpley (1/3) 21. | Markötter Stadium, Stellenbosch Schiedsrichter: Nicardo Pienaar (Namibia) |

- Erste Begegnung zwischen diesen beiden Mannschaften.

| 14. November 2021 14:00 MEZ | Frankreich | 41 : 15        | Georgien | Stade Matmut-Atlantique, Bordeaux Zuschauer: 38.000 Schiedsrichter: Damon Murphy (Australien) |
| 14. November 2021 14:00 MEZ | Versuche: Strafversuch 23. Jalibert 31. erh. Penaud (2) 35. erh., 72. n.erh. Mauvaka (2) 50. erh., 79. n.erh. Erhöhungen: Jaminet (3/3) Straftritte: Jaminet (1/2) 8. | (24:3) Bericht | Versuche: Lobschanidse 47. erh. Tabuzadse 63. n.erh. Erhöhungen: Niniaschwili (1/2) Straftritte: Niniaschwili (1/1) 21. | Stade Matmut-Atlantique, Bordeaux Zuschauer: 38.000 Schiedsrichter: Damon Murphy (Australien) |

| 14. November 2021 14:30 MEZ | Italien A | 31 : 13        | Uruguay                                                                       | Stadio Plebiscito, Padua Zuschauer: 600 Schiedsrichter: Mike Adamson (Schottland) |
| 14. November 2021 14:30 MEZ | Versuche: Cannone 4. n.erh. Bruno 24. erh. Tavuyara 30. erh. Casilio 41. n.erh. Trulla 75. n.erh. Erhöhungen: Marin (2/4) Rizzi (1/1) | (19:3) Bericht | Versuche: Pujadas (2) 57. n.erh., 67. n.erh. Straftritte: Etcheverry (1/1) 8. | Stadio Plebiscito, Padua Zuschauer: 600 Schiedsrichter: Mike Adamson (Schottland) |

| 14. November 2021 | Namibia | 60 : 24         | Kenia | Markötter Stadium, Stellenbosch Schiedsrichter: Morné Ferreira (Südafrika) |
| 14. November 2021 | Versuche: Greyling (2) 7. n.erh., 54. n.erh. Bothma 15. erh. van Lil 35. erh. van der Westhuizen (3) 41. erh., 46. n.erh., 65. n.erh. Louis 50. n.erh. Kisting 72. erh. Conradie 75. erh. Erhöhungen: Loubser (2/3) Stevens (1/4) Olivier (2/3) | (19:24) Bericht | Versuche: Ojee 11. erh. Onyala (2) 21. erh., 25. erh. Erhöhungen: Kubu (3/3) Straftritte: Kubu (1/1) 40. | Markötter Stadium, Stellenbosch Schiedsrichter: Morné Ferreira (Südafrika) |

| 14. November 2021 15:15 WEZ | Wales | 38 : 23         | Fidschi                                                                                           | Millennium Stadium, Cardiff Zuschauer: 65.000 Schiedsrichter: Nic Berry (Australien) |
| 14. November 2021 15:15 WEZ | Versuche: Elias (2) 10. erh., 62. n.erh. Hardy 37. erh. Cuthbert 65. n.erh. Rees-Zammit 73. erh. Williams 80. erh. Erhöhungen: Biggar (2/3) Sheedy (2/3) | (14:10) Bericht | Versuche: Nayacalevu (2) 3. erh., 56. erh. Erhöhungen: Volavola (2/2) Straftritte: Volavola (3/4) | Millennium Stadium, Cardiff Zuschauer: 65.000 Schiedsrichter: Nic Berry (Australien) |

### Woche 6
| 20. November 2021 14:00 SAST | Brasilien | 30 : 36         | Kenia | Markötter Stadium, Stellenbosch Schiedsrichter: Morné Ferreira (Südafrika) |
| 20. November 2021 14:00 SAST | Versuche: Müller 23. erh. Strafversuch (2) 44., 59. Erhöhungen: Tranquez (1/1) Straftritte: Tranquez (3/3) 7., 14., 38. | (16:22) Bericht | Versuche: Kubu (2) 30. erh., 46. erh. Okoth 33. n.erh. Onyala 40. erh. Asati 65. erh. Erhöhungen: Kubu (4/5) Straftritte: Kubu (1/2) 17. | Markötter Stadium, Stellenbosch Schiedsrichter: Morné Ferreira (Südafrika) |

| 20. November 2021 15:00 MZ | Russland | 29 : 30         | Chile | Zentralstadion, Sotschi Schiedsrichter: Chris Busby (Irland) |
| 20. November 2021 15:00 MZ | Versuche: Golosnizki 18. erh. Usunow 34. erh. Erhöhungen: Gaissin (2/2) Straftritte: Gaissin (5/5) 40., 58., 62., 67., 70. | (17:10) Bericht | Versuche: Fernández 37. erh. Martínez 55. erh. Ayarza 74. erh. Erhöhungen: Videla (3/3) Straftritte: Videla (3/3) 5., 64., 80.+1 | Zentralstadion, Sotschi Schiedsrichter: Chris Busby (Irland) |

- Dies war Chiles erster Sieg über Russland.

| 20. November 2021 13:00 WEZ | Schottland | 29 : 20        | Japan                                                                          | Murrayfield Stadium, Edinburgh Zuschauer: 67.144 Schiedsrichter: Brendon Pickerill (Neuseeland) |
| 20. November 2021 13:00 WEZ | Versuche: van der Merwe 5. n.erh. Hogg 27. erh. Graham 39. erh. McInally 54. erh. Erhöhungen: Russell (3/4) Straftritte: Russell (1/1) 78. | (19:6) Bericht | Versuche: Tatafu 64. n.erh. Straftritte: Matsuda (5/5) 10., 25., 42., 46., 70. | Murrayfield Stadium, Edinburgh Zuschauer: 67.144 Schiedsrichter: Brendon Pickerill (Neuseeland) |

- Stuart Hogg wurde zu Schottlands Topskorer bei der Anzahl Versuche und übertraf damit die bisher gemeinsam von Ian Smith und Tony Stanger gehaltene Bestmarke von 24 Versuchen.

| 20. November 2021 13:00 MEZ | Italien                                                                                          | 17 : 10        | Uruguay                                                                                  | Stadio Sergio Lanfranchi, Parma Zuschauer: 3.750 Schiedsrichter: Craig Evans (Wales) |
| 20. November 2021 13:00 MEZ | Versuche: Bruno 12. erh. Faiva 52. erh. Erhöhungen: Garbisi (2/2) Straftritte: Garbisi (1/2) 39. | (10:3) Bericht | Versuche: Sanguinetti 60. erh. Erhöhungen: Ormaechea (1/1) Straftritte: Favaro (1/2) 18. | Stadio Sergio Lanfranchi, Parma Zuschauer: 3.750 Schiedsrichter: Craig Evans (Wales) |

| 20. November 2021 16:00 SAST | Simbabwe                                                                                           | 10 : 41       | Namibia | Markötter Stadium, Stellenbosch Schiedsrichter: Griffin Colby (Südafrika) |
| 20. November 2021 16:00 SAST | Versuche: Tshamala 36. erh. Erhöhungen: White-Sharpley (1/1) Straftritte: White-Sharpley (1/2) 47. | (7:5) Bericht | Versuche: Greyling 26. n.erh. Booysen (2) 47. n.erh., 75. erh. Katjijeko 54. n.erh. Louis 60. n.erh. Tromp 65. erh. Conradie 70. erh. Erhöhungen: Kisting (3/5) | Markötter Stadium, Stellenbosch Schiedsrichter: Griffin Colby (Südafrika) |

| 20. November 2021 15:30 MEZ | Georgien                        | 15 : 15       | Fidschi                                                           | Estadio El Deleite, Aranjuez Schiedsrichter: James Doleman (Neuseeland) |
| 20. November 2021 15:30 MEZ | Straftritte: Abschandadse (5/5) | (9:5) Bericht | Versuche: Tuimaba Mata Erhöhungen: Volavola Straftritte: Volavola | Estadio El Deleite, Aranjuez Schiedsrichter: James Doleman (Neuseeland) |

| 20. November 2021 15:15 WEZ | England | 27 : 26         | Südafrika | Twickenham Stadium, London Schiedsrichter: Andrew Brace (Irland) |
| 20. November 2021 15:15 WEZ | Versuche: Tuilagi 7. erh. Steward 17. erh. Quirke 65. erh. Erhöhungen: Smith (3/3) Straftritte: Smith (2/2) 24., 80. | (17:12) Bericht | Versuche: Mapimpi 69. n.erh. Straftritte: Pollard (5/7) 14., 22., 26., 30., 55. Jantjies (1/1) 64. Steyn (1/1) 73. | Twickenham Stadium, London Schiedsrichter: Andrew Brace (Irland) |

| 20. November 2021 17:30 OEZ | Rumänien | 32 : 20         | Tonga                                                                                                | Stadionul Arcul de Triomf, Bukarest Schiedsrichter: AJ Jacobs (Südafrika) |
| 20. November 2021 17:30 OEZ | Versuche: Butnariu 12. erh. Surugiu 48. erh. Erhöhungen: Boldor (2/2) Straftritte: Boldor (2/2) 3., 7. Plai (4/4) 55., 67., 72., 78. | (13:13) Bericht | Versuche: Latunipulu 36. erh. Kata 41. erh. Erhöhungen: Faiva (2/2) Straftritte: Faiva (2/2) 5., 15. | Stadionul Arcul de Triomf, Bukarest Schiedsrichter: AJ Jacobs (Südafrika) |

- Ionuț Dumitru bestritt zum 50. Mal ein Test Match für Rumänien.

| 20. November 2021 17:30 WEZ | Wales | 29 : 28         | Australien | Millennium Stadium, Cardiff Zuschauer: 68.112 Schiedsrichter: Mike Adamson (Schottland) |
| 20. November 2021 17:30 WEZ | Versuche: Elias 23. erh. Tompkins 48. erh. Erhöhungen: Biggar (2/2) Straftritte: Biggar (4/4) 6., 16., 38., 65. Priestland (1/1) 80.+3 | (16:13) Bericht | Versuche: Kellaway 3. erh. White 61. erh. Daugunu 71. n.erh. Erhöhungen: O’Connor (2/3) Straftritte: O’Connor (2/2) 19., 28. Beale (1/1) 78. | Millennium Stadium, Cardiff Zuschauer: 68.112 Schiedsrichter: Mike Adamson (Schottland) |

- Erstmals seit 1975 gewann Wales drei Spiele in Folge gegen Australien.

| 20. November 2021 21:00 MEZ | Frankreich | 40 : 25        | Neuseeland | Stade de France, Saint-Denis Zuschauer: 80.000 Schiedsrichter: Wayne Barnes (England) |
| 20. November 2021 21:00 MEZ | Versuche: Mauvaka (2) 2. erh., 31. erh. Ntamack 12. erh. Penaud 67. erh. Erhöhungen: Jaminet (4/4) Straftritte: Jaminet (4/4) 25., 54., 63., 80. | (24:6) Bericht | Versuche: J. Barrett 46. n.erh. Ioane 50. erh. Smith 59. erh. Erhöhungen: J. Barrett (2/3) Straftritte: J. Barrett (2/2) 6., 9. | Stade de France, Saint-Denis Zuschauer: 80.000 Schiedsrichter: Wayne Barnes (England) |

- Mit dem ersten Sieg über Neuseeland seit 2009 holte sich Frankreich die Dave Gallaher Trophy zurück.
- Französischer Sieg mit den meisten Punkten und der höchsten Punktedifferenz gegen Neuseeland.
- Erstmals seit 2012 verlor Neuseeland zwei Spiele in Folge.

| 20. November 2021 | Spanien | abgesagt | Samoa | Estadio Nacional Complutense, Madrid |
| 20. November 2021 |         |          |       | Estadio Nacional Complutense, Madrid |

| 21. November 2021 14:15 WEZ | Irland | 53 : 7         | Argentinien                                           | Aviva Stadium, Dublin |
| 21. November 2021 14:15 WEZ | Versuche: van der Flier (2) 10. erh., 57. erh. Porter 23. erh. Doris 36. erh. Sheehan 66. erh. Healy 72. erh. Beirne 75. n.erh. Erhöhungen: Carbery (6/7) Straftritte: Carbery (2/2) 6., 48. | (24:7) Bericht | Versuche: Carreras 2. erh. Erhöhungen: Boffelli (1/1) | Aviva Stadium, Dublin |

- Höchster Sieg Irland über Argentinien.
- Tomás Lavanini (Argentinien) wurde der erste Spieler, der in Test Matches drei rote Karten erhielt.

### Woche 7
| 26. November 2021 15:30 MZ | Russland | 27 : 42        | Chile | Zentralstadion, Sotschi Schiedsrichter: Adam Jones (Wales) |
| 26. November 2021 15:30 MZ | Versuche: Panarin 14. n.erh. Semikow (2) 58. erh., 72. n.erh. Kirejew 78. erh. Erhöhungen: Kuschnarjow (2/4) Straftritte: Kuschnarjow (1/1) 30. | (8:25) Bericht | Versuche: Torrealba (2) 26. erh., 61. erh. Sigren 35. erh. Larenas 38. n.erh. Casas 49. erh. Escobar 80. n.erh. Erhöhungen: Videla (3/6) Straftritte: Videla (2/2) 11., 18. | Zentralstadion, Sotschi Schiedsrichter: Adam Jones (Wales) |

| 27. November 2021 14:30 WEZ | Barbarians | abgesagt | Samoa XV | Twickenham Stadium, London |
| 27. November 2021 14:30 WEZ |            |          |          | Twickenham Stadium, London |